# José Ortiz Galván
José Ortiz Galván (Vejer de la Frontera, Cádiz, 16 de noviembre de 1983) es un político español del Partido Popular, Diputado en las Cortes Generales desde el 3 de diciembre de 2019 y exalcalde de Vejer de la frontera, municipio del que fue alcalde desde la elecciones municipales de 2011 hasta su incorporación como Diputado Nacional, el 4 de diciembre de 2019.Es Licenciado en Ciencias Políticas y de la Administración en la Universidad de Granada.

## Trayectoria política
- Afiliación a NNGG del Partido Popular de Vejer de la Frontera en el año 2000
- Presidente local del NNGG-Vejer de 2002 a 2004
- Vicesecretario del PP de Andalucía.
- Candidato a la Alcaldía de Vejer de la frontera en las Elecciones Municipales de 2011.
- Reelección como Alcalde en el Ayuntamiento de Vejer de la frontera.
- Candidato a Senador en las Vejer de la frontera en las elecciones generales de 2016.
- Senador por Cádiz en el Senado de España.
- Candidato a la Alcaldía de Vejer de la frontera en las Elecciones Municipales de 2015.
- Reelección como Alcalde en el Ayuntamiento de Vejer de la frontera.
- Concejal de Turismo y II Teniente de Alcalde en el Ayuntamiento de Vejer de la frontera.
- Diputado en las Cortes Generales desde 2019.
- Presidente del Consorcio de Bomberos de la provincia de Cádiz desde 2023.[2]